# Népi Egység (Katalónia)
A Népi Egység (katalánul:Candidatura d'Unitat Popular) egy katalán baloldali, szélsőbaloldali, függetlenségpárti politikai párt. A párt képviselteti magát Katalónia számos önkormányzatában, de a katalán nyelvterület különböző helyen is vannak alapszervezetei.

## Története

### Előzmény
A párt elődje már az 1979-es spanyol önkormányzati választáson megjelent, ami Franco halála óta az első ilyen választás volt. Az 1980-as évek folyamán a mozgalom egyre jobban függetlenségpárti lett. 1987-es önkormányzati választáson a párt színében két katalán függetlenségi szervezet emberei indultak: a Baloldali Nacionalista Mozgalom és a Szülőföldvédő Mozgalom. A népi egység kifejezéssel a chilei baloldali pártszövetségre hivatkoznak, amelynek élén Salvador Allende állt, aki szocialista átalakulást ígért és aminek következménye lett az ellene elkövetett chilei puccs.
1991-ben hivatalosan is párt lett a mozgalomból. Az 1990-es években közös pártlistán  indultak a Katalán Republikánus Baloldallal és a Katalónia Zöldek Kezdeményezése párttal.

### 2003 óta
2003-ban a helyi választásokon a párt 4 képviselői helyet szerzett 3 településen.
A 2012-es katalóniai regionális választáson 3 mandátumot szerzett a párt a Katalóniai Parlamentben és az Artur Más vezette helyi kormány ellenzéke lett többi baloldali párttal. A választási kampányban a párt ígéretet tett arra, hogy képviselőik nem kapnak több fizetést 1600 eurónál havonta és hogy a párt nem fog hitelt felvenni, hogy a párt ne legyen kiszolgáltatva "a pénzügyi csoportoknak és a gazdasági elitnek".
2015-ös önkormányzati választáson a párt számos katalán városban szerzett képviselői helyet: Badalonában, ahol a párt a várost irányító baloldali koalíció része lett. Emellett  Barcelona, Girona, Lleida, Tarragona, L'Hospitalet és Terrassa városokban is. Valencia területén 4 településen indultak, amiből 2 városban szereztek képviselői helyet: Pedreguer és Burjassot településeken.  Az ez évi regionális választáson a párt az Együtt Katalóniáért párttal kormánykoalícióba került, mint külső támogató. A választáson ugyan ismét Artur Más győzött, ám koalíciós tárgyalások kellettek, végül 3 hónap után a párt elutasította Artur Más jelöltségét, és az akkori gironai polgármestert Carles Puigdemontot támogatták, hogy a koalíció élén legyen.
A 2017-ben a regionális választáson Carles Riera vezetésével indult a párt. Ám a választáson 6 képviselő helyet vesztett, 4 mandátumuk maradt. A választáson az eredetileg regionális elnöknek beiktatando Jordi Turullt előzetes letartóztatásba helyezték, mivel a spanyol hatóságok zendüléssel vádolták meg, hogy részt vett ő is a 2017-es katalóniai függetlenségi népszavazásban. Így Quim Torrát választották meg regionális elnöknek. A párt a Polgárok párttal, Szocialista Munkáspárttal, Podemosszal és a Néppárttal elutasították a jelöltséget a beiktatás során, így a helyi ellenzék részévé vált a párt.
2019-ben az általános választásokon 2 képviselői helyet szerzett a párt a Képviselőházban. 

## Ideológia
A párt határozottan baloldali, egyesek szerint szélsőbaloldali, míg más vélemények radikális baloldali iránnyzatú. Védelmezik és kiállnak a katalán függetlenség és a környezetvédelem mellett. Hisznek a közvetlen demokrácia elvében, amit a népgyűlések megtartása révén gyakorol. Gazdasági kérdésekben antikapitalista szellemiséget képviselnek, államosítanák a pénzintézeteket. Euroszkeptikusak, hisz egy független Katalóniának álláspontjuk szerint ki kéne lépnie az Európai Unióból és NATO-ból egyaránt.
Védik a Katalán Országokat, ami a katalán nyelvterületet fedi le. A romantikus nacionalizmus ideológiáját képviselik.